# Douglass Dumbrille

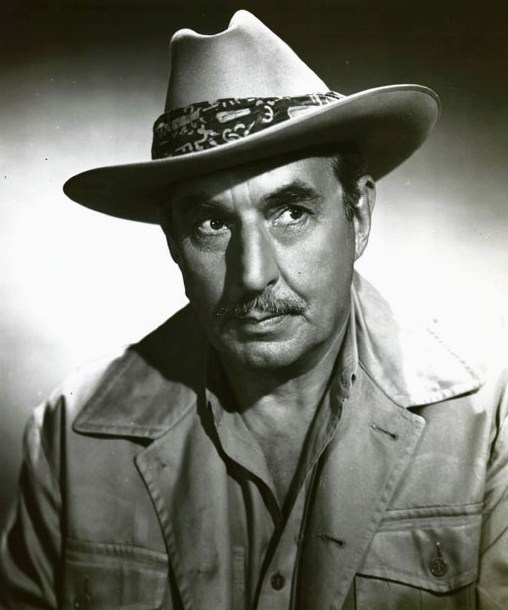
Douglass Dumbrille, 1947.

Douglass Dumbrille (även Douglas Dumbrille), född 13 oktober 1889 i Hamilton, Ontario, död 2 april 1974 i Woodland Hills, Kalifornien, var en kanadensisk skådespelare.

## Filmografi, urval
- 1933 – En farlig kvinna
- 1933 – Skandalen i Hollywood
- 1933 – Livets gyckelspel
- 1934 – Dimma över Frisco
- 1934 – Skattkammarön
- 1935 – Fången på Dartmoor
- 1935 – Marietta
- 1936 – Prinsessan Olga av Sverige
- 1936 – En gentleman kommer till stan
- 1937 – En dag på kapplöpningarna
- 1937 – The Emperor's Candlesticks
- 1941 – En dag på varuhuset
- 1943 – Mitt majestät kung Ludde
- 1949 – Han, hon och en till
- 1953 – Julius Caesar
- 1956 – De tio budorden